# Нефтида
Нефтида или Nebt-het, кћерка Геба и Нут, је египатско примарно божанство, заштитница мртвих, задужена за погребне ритуале.
Била је сестра Озириса, Изиде и Сета, мајка Анубиса, кога добија из везе са Озирисом, а Сетова супруга.
Њено име се може превести као господарица куће, што се вероватно односи на неки део Неба или означава статус у древном двору или поглаварској кући. Нефтида је углавном приказивана у пару са сестром Изидом, због њихове улоге заштитница мумија и бога Озириса, и као Сетова сестра-супруга.

## Порекло
Нефтида је грчки облик епитета (транскрибовано као Небет-Хет, и Небт-Хет, са староегипатског). Порекло богиње Нефтиде је нејасно, али дослован превод њеног имена обично гласи „Госпа из Куће“, што је неке навело да је погрешно опишу појмом „домаћица“, или примарна дама која је управљала домаћинством. То је свеприсутна грешка која се понавља у многим радовима који се тичу овог божанства. Њено име значи сасвим конкретно, "Дама из грађевине (Храма)" што је повезује са улогом свештенице.

## Функција
У време Текстова пирамида пете династије, Нефтида се појављује као једна од богиња Велике Енеаде Хелиополиса. Она је Озирисова и Изидина сестра и брачни сапутник ратног божанства, Сета. Нефтида је богиња заштитница, која симболизује искуство смрти, као што Изида представља искуство (поновног) рођења.
Нефтида је била позната у неким теологијама и космологијама староегипатских храмова као „Корисна богиња“ или „Одлична богиња“. Ови текстови у касним староегипатским храмовима описују богињу која је представљала божанску помоћ, заштиту и старатељство.
Нефтида се сматра мајком бога погребних ритуала, Анубиса у неким митовима. У мањем броју митова, Анубис се помиње као син богиње Бастет или Изиде.
Као примарни „старатељ“ оваплоћеног фараона-бога, Хоруса, Нефтида се такође сматра старатељем владајућег фараона. Иако су и друге богиње могле да преузму ту улогу, Нефтида је најчешће приказана на овој функцији. Такође, Нефтида је понекад представљена као прилично крвожедно и опасно божанство, способно да спали непријатеље фараона својим ватреним дахом.
Током периода Новог краљевства, фараонска династија Рамесида била је посебни љубитељ Мајке Нефтиде, као што сведоче многе стеле и бројни натписи у Карнаку и Луксору, где је Нефтида била члан Енеаде богова заштитника тог великог града и њени олтари били су присутни у масивном комплексу.
Нефтида је углавном приказивана у пару са сестром Изидом, због њихове улоге заштитница мумија и бога Озириса, и као Сетова сестра-супруга.
Иако је њено постојање нејасније од њене сестре Изиде, Нефтида није била ништа мање важна у религији Старог Египта, што потврђује и рад Е. Хорнунга, као и рад неколико угледних научника.
| „ | Уздигни се и спусти; спусти се са Нефтидом, потони у мрак на Ноћној барци. Уздигни се и спусти; уздигни се са Исис, устани на Дневној барци | ” |

—Текстови пирамида, Исказ 222, ред 210.

## Симбол
У погребној улози, Нефтида је често приказана као соко, или као жена са соколовим крилима, обично раширеним као симбол заштите. Њено поређење са египатским соколом (и његовим продорним, тужним крештањем), очигледно је подсетило старе Египћане на крике које су за мртве испуштале нарикаче. У том својству, лако се може закључити како би Нефтида могла бити повезана са смрћу у Текстовима пирамида. Била је, готово без изузетка, приказана са круном у облику хијероглифа који означавају њено име, који су били комбинација знакова за свету грађевину храма hwt, заједно са знаком за госпу, neb, на врху знака за храм.
Нефтида је јасно виђена као морбидна, али кључна снага небеске промене, односно, фараон постаје способан за своје путовање у загробни живот уз помоћ Изиде и Нефтиде. Иста божанска моћ би се касније применила за све мртве, којима је саветовано да затраже Нефтиду као свог пратиоца. Према Текстовима пирамида, Нефтида је, заједно са Изидом, била сила пред којом демони дрхте од страха, а чије су магичне чини биле неопходне за кретање кроз различите нивое Дуата, како је називана област загробног живота.
Овде треба напоменути да Нефтида није нужно посматрана као потпуна супротност Изиде, већ као другачији одраз исте реалности: кружења вечног живота. Тако је Нефтида такође представљена у Текстовима пирамида као космичка сила подршке која настањује ноћну барку на Раовом путу, а посебно када он уђе у Дуат у прелазном тренутку сумрака. Изида је била Раова пратиља при доласку зоре.

## Нефтида и Сет
Иако је уобичајено претпоставити да је Нефтида била удата за Сета и да имају сина Анубиса, недавна истраживања овај мит доводе у питање. Леваи напомиње да, док Плутархово дело De Iside et Osiride помиње брак ова два божанства, постоји врло мало конкретног повезивања Нефтиде и Сета у оригиналним раним египатским изворима. Она тврди да каснији докази сугеришу да:

## Озирисов савезник
Нефтида игра важну улогу у циклусу мита о Озирису.
Нефтида помаже Изиди у прикупљању и нарицању над раскомаданим деловима тела Озириса, након што га је Сет убио из зависти. Нефтида такође постаје дадиља и будни чувар младог Хоруса. Текстови пирамида Изиду називају „Хорусовом мајком“, а Нефтиду „Хорусовом старатељком“. Нефтида је одабрана за једног од четири „Велика божанства“, која су управљала центрима Озирисовог култа у Бусирису, у Делти, а сматра се да је она заузимала почасно место у светом граду Абидосу. Ниједан култ јој тамо није додељен, иако је свакако важила за богињу од великог значаја у годишњим обредима, где су две изабране жене или свештенице имале улогу Изиде и Нефтиде и опонашале мит Плач Изиде и Нефтиде. Тамо, у Абидосу, Нефтида би се придружила Изиди у нарицању у храму познатом као Озиреион. Ове „Фестивалске песме Изиде и Нефтиде“ биле су ритуални елементи многих таквих Озиријских обреда у већим староегипатским култним центрима.
Као богиња погребних ритуала (уз Изиду, Неит и Серкет), Нефтида је била једна од заштитница Хапијевих канопских ваза. Хапи, један од синова Хоруса, чувао је балзамована плућа покојника. Зато се она назива још и „Нефтида са Кревета живота“, у директној вези са њеним регенеративним особинама при столу за балсамовање. У граду Мемфису, Нефтида је почаствована називом "Краљица балсамерских радњи", и стога придруживана богу Анубису са главом шакала.
Нефтида је такође сматрана свечаним божанством, чији обреди дозвољавају слободну конзумацију пива. На разним рељефима у Едфуу, Дендери и Бехбеиту, Нефтида је приказана како прима раскошне дарове пива од фараона, којима би она „узвратила“, користећи своју моћ као богиња пива „да фараон може имати прославу без мамурлука“. Другде у Едфуу, на пример, Нефтида је богиња која фараону даје моћ да види „оно што је скривено месечином“. Ово се подудара са више општих текстуалних тема које сматрају Нефтиду богињом чији је јединствени домен била тама, или опасни предели пустиња.
Нефтида се такође појављује као једна од богиња које асистирају при порођају. Један староегипатски мит, сачуван у Весткаровом папирусу, приповеда причу о Изиди, Нефтиди, Месхенет и Хекет као прерушеним путујућим играчицама, које су помогле супрузи Амон-Раовог свештеника, док се приппремала да на свет донесе синове који су били предодређени за славу богатство.
Нефтидине исцелитељске вештине и статус директног пандана Изиде, резултирале су обиљем амајлија од фајанса са уклесаним њеним ликом, и њеном присуству у разним магичним папирусима који су покушавали да дозову њене славне исцелитељске моћи у помоћ смртницима.

## Из Текстова пирамида
| „ | Приближава се Изида, Приближава се Нефтида. Једна здесна, Друга слева, Једна у лику птице Хат, Друга у лику соколице, Оне су нашле Озириса Кад га је убио његов брат Сет у земљи Недит. Приближава се птица Хат, Приближава се соколица, То су Изида и Нефтида. Дошле су оне грлећи свога брата Озириса . . . . . . . Жури, жури! Плачи за братом својим, Изида! Плачи за братом својим, Нефтида! Плачи за братом својим! Седи Изида с рукама на глави, И Нефтида је стиснула ивице груди својих Због брата свога Озириса. -Изида и Нефтида налазе Озирисово тело | ” |